# Championnats du monde d'aquathlon 2005
Les Championnats du monde d'aquathlon 2005 présentent les résultats des championnats mondiaux d'aquathlon  en 2005 organisés par la fédération internationale de triathlon.
Les 8e championnats se sont déroulés à Gamagori au Japon le 8 septembre 2005.

## Distances parcourues
| Distances course (kilomètres) | Distances course (kilomètres) | Distances course (kilomètres) |
| Course à pied                 | Natation                      | Course à pied                 |
| ----------------------------- | ----------------------------- | ----------------------------- |
| 3,2                           | 1                             | 1,6                           |

## Résultats

### Élite
| Rang               | Athlète          | Pays        | Temps       |
| ------------------ | ---------------- | ----------- | ----------- |
| Médaille d'or      | Tim Don          | Royaume-Uni | 26 min 51 s |
| Médaille d'argent  | Richard Stannard | Royaume-Uni | 26 min 51 s |
| Médaille de bronze | Paulo Miyashiro  | Brésil      | 26 min 56 s |

| Rang               | Athlète         | Pays       | Temps       |
| ------------------ | --------------- | ---------- | ----------- |
| Médaille d'or      | Sheila Taormina | États-Unis | 30 min 01 s |
| Médaille d'argent  | Carla Moreno    | Brésil     | 30 min 14 s |
| Médaille de bronze | Lenka Radova    | Tchéquie   | 30 min 20 s |

## Tableau des médailles
| Rang  | Nation      | Or | Argent | Bronze | Total |
| ----- | ----------- | -- | ------ | ------ | ----- |
| 1     | Royaume-Uni | 1  | 1      | 0      | 2     |
| 2     | États-Unis  | 1  | 0      | 0      | 1     |
| 3     | Brésil      | 0  | 1      | 1      | 2     |
| 4     | Tchéquie    | 0  | 0      | 1      | 1     |
| Total | Total       | 2  | 2      | 2      | 6     |